# ستيفن جاكسون (فنان)
ستيفن جاكسون (بالإنجليزية: Randy Jackson)‏ (و. 1961  م) هو مغني، ومغن مؤلف، وموسيقي، وضابط إيقاع، وعازف قيثارة أمريكي، ولد في غاري , إنديانا، يستخدم آلات غيتار البيس، وقيثارة.

## وصلات خارجية
- ستيفن جاكسون على موقع IMDb (الإنجليزية)
- ستيفن جاكسون على موقع ميوزك برينز (الإنجليزية)
- ستيفن جاكسون على موقع أول ميوزيك (الإنجليزية)
- ستيفن جاكسون على موقع ديسكوغز (الإنجليزية)
- ستيفن جاكسون على موقع قاعدة بيانات الفيلم (الإنجليزية)

- ستيفن جاكسون في قاعدة بيانات الأفلام على الإنترنت